# Disemínulo
En botánica, se denomina disemínulo o diáspora cada unidad estructural que permite a una planta propagarse. Estas estructuras pueden producirse por vía asexual o sexual y, una vez dispersados, generan un nuevo individuo de la especie, igual (y más o menos idéntico, dependiendo del sistema de producción) al progenitor o a los progenitores (caso de la reproducción sexual). Existen diversos tipos de disemínulos en las algas y en los hongos, mientras que en las plantas superiores pueden tratarse de esporas o de semillas, frutos completos o plantas más o menos enteras, aunque ciertas estructuras reproductoras asexuales, como los bulbilos, desempeñan un papel importante en la dispersión de numerosas especies.